# نمط الإنتاج
في كتابات كارل ماركس وبحسب نظرية المادية التاريخية الماركسية، فإن نمط الإنتاج (بالألمانية: Produktionsweise, معنى 'طريقة إنتاج') هي توليفة محددة مكونة من:
- القوى المنتجة: التي تشمل القوى العاملة البشرية ووسائل الإنتاج (مثل الأدوات، المعدات، المباني، التقنيات، المعارف، المواد وتحسين الأراضي).
- علاقات الإنتاج الاجتماعية والتقنية: وتشمل العقارات، الطاقة وعلاقات التحكّم التي تحكم  الأصول الإنتاجية للمجتمع (كثيرا ما تكون مدونة في القانون)، علاقات العمل التعاوني وأشكال الترابط، العلاقات بين الناس وموضوعات عملها والعلاقات بين الطبقات الاجتماعية.

اعتبر ماركس القدرة الإنتاجية والمشاركة في العلاقات الاجتماعية اثنتين من الخصائص الأساسية التي تميز البشر وأن الوضع المحدد لهذه العلاقات في نظام الإنتاج الرأسمالي  بطبيعتها في صراع مع التنمية المتزايدة للقدرات الإنتاجية البشرية.
سبق هذا المفهوم مفهوم آدم سميث نمط الكفاف الذي يرسم تطور أنواع المجتمعات على أساس السبل التي يوفر فيها أفراد المجتمع احتياجاتهم الأساسية.

## أهمية المفهوم
وفقا لماركس، مزيج قوى وعلاقات الإنتاج يعني أن طريقة تعامل الناس مع العالم المادي وطريقة تعامل الناس مع بعضهم البعض اجتماعيا مرتبطان معا في سبل محددة. يجب على الناس أن تستهلك من أجل البقاء، ولكن من أجل الاستهلاك عليها أن تنتج، وعندما تنتج فأنها تدخل بالضرورة في علاقات لها وجود مستقل عن إرادتهم.
بالنسبة لماركس، إن 'السر' لسبب/كيفية وجود النظام الاجتمالساعة الميكانيكياعي وأسباب التغيير الاجتماعي يجب تكتشف في نمط الإنتاج المحدد لذلك المجتمع. كما أنه أضاف أن نمط الإنتاج يصوغ  طبيعة نمط التوزيع، أسلوب التداول وأسلوب الاستهلاك، كلها معا تشكل المجال الاقتصادي. لفهم سبل توزيع الثروة توزيع واستهلاكها، كان من الضروري أن نفهم الظروف التي أنتجتها.
بالنسبة لماركس فإن نمط الإنتاج مميز تاريخيا، لأنه يشكل جزءا من 'كل عضوي' (أو كل يعيد إنتاج ذاته) قادر على إعادة إنتاج شروطه الأولية الخاصة باستمرار، وبالتالي إدامة نفسها بوسائل مستقرة نوعا ما لقرون عدة، أو حتى آلاف السنين. عن طريق أداء فائض قيمة العمل الاجتماعي في نظام معين من علاقات الملكية، تقوم الطبقات الكادحة بإعادة إنتاج أسس النظام الاجتماعي باستمرار. عادة يصوغ نمط الإنتاج  نمط التوزيع والتداول والاستهلاك، وينظّم من قبل الدولة.
تسبب القوى المنتجة الجديدة صراعا في نمط الإنتاج الحالي. عند نشوء الصراع قد تتطور أنماط الإنتاج في إطار الهيكل القائم أو قد يؤدي إلى انهيار تام.

### عملية التغيير الاجتماعي والاقتصادي
العملية التي من خلالها تتطور النظم الاجتماعية والاقتصادية تقوم على فرضية تحسين التكنولوجيا. على وجه التحديد، مع تحسن مستوى التكنولوجيا، تصبح الأشكال القائمة من العلاقات الاجتماعية قاصرة على نحو متزايد من استغلال التكنولوجيا. هذا يولد قصورا داخليا في النظام الاجتماعي والاقتصادي الأوسع، وأبرزه في شكل الصراع الطبقي. الترتيبات الاجتماعية التي عفا عنها المزن تمنع التقدم الاجتماعي وفي نفس الوقت تولد تناقضات متزايدة في حدتها بين مستوى التكنولوجيا (قوى الإنتاج) والبنية الاجتماعية (العلاقات الاجتماعية، أعراف ومنظمات الإنتاج) التي تتطور إلى نقطة لا يعد النظام قادرا فيها على المحافظة على نفسه، وتطيح به ثورة اجتماعية داخلية تسمح بظهور أشكال جديدة من العلاقات الاجتماعية التي تتوافق مع المستوى الحالي من التكنولوجيا (القوى المنتجة).
القوة الدافعة الأساسية وراء التغيرات البنيوية في التنظيم الاجتماعي والاقتصادي للحضارة هي المسائل المادية الأساسية —على وجه التحديد، مستوى التكنولوجيا ومدى المعرفة البشرية وأشكال التنظيم الاجتماعي تجعل ذلك ممكنا. ويشمل هذا ما يسميه ماركس المفهوم المادي للتاريخ (انظر أيضا: المادية) وهو في يقابل التحليل المثالي، الذي ينص على أن القوة الدافعة الأساسية وراء التغييرات الاجتماعية والاقتصادية هي الأفكار المستنيرة للأفراد.

## أنماط الإنتاج الرئيسية في التاريخ
في خطوط عريضة، تعرف النظرية الماركسية  عدة أنماط مميزة للإنتاج تخص مختلف الحقب في تاريخ البشرية:

### الشيوعية البدائية
المجتمع البشري في الشيوعية البدائية ذو تنظيم قبلي، ممثل بالقيم المشتركة واستهلاك كامل الإنتاج الاجتماعي. نظرا لعدم إنتاج فائض إنتاج دائم، فلا وجود لإمكانية ظهور طبقة حاكمة إلى حيز الوجود. لذا يفتقر مثل هذا النمط من الإنتاج إلى الطبقات المتمايزة، ويقال أنه لا طبقي. غالبا ما يعتقد أن أدوات العصر الحجري القديم والعصر الحجري الحديث، الإنتاج في عصر ما قبل الزراعة وعصر الزراعة المبكر وسيطرة اجتماعية صارمة وطقوسية هي القوى المنتجة المميزة لهذا النمط من الإنتاج. ومع ذلك، فإن نمط إنتاج البحث عن المؤن لا يزال موجودا، وغالبا ما تكون مجتمعات الصيد وجمع الثمار. النظريات في الماضي عن نمط إنتاج البحث عن المؤن ركزت على انعدام السيطرة على إنتاج الغذاء. الدراسات مؤخرا قد زعمت أن الصيادين-جامعي الثمار يستخدمون نمط إنتاج البحث عن المؤن للحفاظ على مجموعة محددة من العلاقات الاجتماعية التي يقال بأنها تشدد على المساواة الجماعية في تخصيص الموارد.

### نمط الإنتاج الآسيوي
هذه مساهمة مثار جدل في النظرية الماركسية، في البداية استخدمت لتفسير وجود منشآت كبيرة في مجتمعات ما قبل العبودية وما قبل الإقطاعية في الصين، الهند، وادي الفرات ووادي النيل (وأطلق عليه هذا الاسم على أساس كون الأدلة الأولية قادمة من «آسيا» الكبرى). يعتقد أن نمط الإنتاج الآسيوي هو النموذج الأولي للمجتمع الطبقي، حيث تُحصّل مجموعة صغيرة من السكان الفائض الاجتماعي من خلال العنف الذي يستهدف المجتمعات الحضريو أو الرحالة داخل إقليم معين. تنتزع العمالة المُستغَلة بواسطة سخرة قسرية أثناء فترات الركود من العام (مما يسمح ببناء منشآت ضخمة مثل الأهرامات، زاقورات، الحمامات المشتركة القديمة الهندية أو سور الصين العظيم). تنتزع العمالة المستغلة أيضا  في شكل سلع مستولى عليها مباشرة المجتمعات. الخاصية الرئيسية لهذا النمط هو الملكية الدينية المباشرة للمجتمعات (القرى، القبائل، النجوع) وكل ما تحويه. الطبقة الحاكمة في تلك المجتمعات تكون عموما أرستقراطية شبه دينية تدعي أنها تجسد الآلهة على الأرض. قوى الإنتاج المرتبطة مع هذا المجتمع تشمل التقنيات الزراعية الأساسية، المنشآت الضخمة وتخزين السلع لصالح المجتمع (صوامع).

### نمط الإنتاج العتيق أو القديم
شبيه بالنمط الآسيوي، ولكن يختلف عنه في أن الملكية فيه هي حيازة مباشرة للإنسان الفرد. بالإضافة إلى ذلك، فإن الطبقة الحاكمة تتجنب عادة المزاعم الغريبة أنها تجسيد مباشر للإله، وتفضل أن تكون من نسل الآلهة، أو تستخدم مسوغات أخرى لحكمها. المجتمعات الإغريقية والرومانية القديمة هي الأمثلة الأكثر شيوعا لهذا النمط. قوى الإنتاج المرتبطة بهذا النمط تشمل الزراعة المتطورة، الاستخدام الواسع للحيوانات في الزراعة وشبكات التجارة المتقدمة.

### الإقطاع
نمط الإنتاج الإقطاعي هو ثالث أنماط الإنتاج ولكنه نمط الإنتاج الاستغلالي الثاني، من بين الأنظمة الغربية بين سقوط الثقافة الأوروبية الكلاسيكية وصعود الرأسمالية، على الرغم من وجود أنظمة مماثلة في معظم دول العالم. الشكل الأساسي للملكية فيه هي ملكية الأراضي علاقات تعاقدية متبادلة: ملكية البشر مثل الفلاحين أو الأقنان متوقف على ربطهم بالأرض. يحدث الاستغلال من خلال عقد متبادل (لكنه في نهاية المطاف يعتمد على التهديد القسري). الطبقة الحاكمة تكون عادة من النبلاء أو الأرستقراطية. قوى الإنتاج الأساسية تشمل زراعة معقدة للغاية (ثنائية، ثلاثية الحقول، تبوير الأراضي وتسميدها) بالإضافة إلى أدوات غير متعلقة بالبشر أو الحيوان (مثل الزنبرك أو الطواحين الهوائية) وتكثيف التخصص في الحرف—ينتج الحرفيين حصريا فئة متخصصة واحدة من المنتجات.

### الرأسمالية

#### الرأسمالية المبكرة
تمهيد نمط الإنتاج الرأسمالي يمتد في الفترة من المركنتيلية إلى الإمبريالية ويترافق عادة مع ظهور المجتمع الصناعي الحديث. الشكل الأساسي للملكية هي تملك الأشياء والخدمات من خلال عقود تضمنها الدولة. الشكل الأساسي الاستغلال هو العمل المأجور (راجع رأس المال، عبودية الأجر والاستغلال). الطبقة الحاكمة هي البرجوازية التي تستغل البروليتاريا. قد تنتج الرأسمالية الطبقة واحدة (البرجوازية) تملك وسائل الإنتاج في المجتمع كله وطبقة أخرى لا تملك سوى قوة عملها، التي عليها بيعها من أجل البقاء. قوى الإنتاج المهمة تشمل النظام العام للإنتاج الحديث من البني الداعمة  للبيروقراطية والدولة الحديثة، وقبل كل ذلك رأس المال النقدي.

#### الرأسمالية المتأخرة
رأسمالية الدولة ورأسمالية الشركات (المعروف أيضا باسم الرأسمالية الاحتكارية)، هي نموذج عالمي يشمل كل الأشكال الاقتصادية المعاصرة القائمة غلى أساس الدولة القومية والسيرورة العالمية لتراكم رأس المال، سواء أعلنت أنها رأسمالية أو اشتراكية، وهي سيرورة كانت معروفة بشكلها الرأسمالي الأقل نقاء في زمن ماركس وإنجلز. اليوم هذا هو النموذج الغالب في ما يسمى  بالاقتصاد المختلط الحديث الذي يعتمد بشكل كبير على الشركات المتعددة الجنسيات ذات نظام الإنتاج المعولم وبدرجة كبيرة. افترض فريدريك انجلز أن رأسمالية الدولة سوف تكون الشكل النهائي للرأسمالية قبل أن تصل تناقضاتها إلى حد لا يمكن للرأسمالية أن تحافظ على نفسها وتظهر الاشتراكية خليفة لها.
السمة المميزة للرأسمالية المتأخرة هي النزعة الاستهلاكية والأمولة، سيرورة يصبح فيها "خلق النقود"، حرفيا، الصناعة المهيمنة - كلا تلك الممارسات هي وسائل للحفاظ على تدفق وتراكم رأس المال.

### الاشتراكية

#### الاشتراكية (مرحلة الشيوعية المبكرة)
نمط الإنتاج الاشتراكي هو نظام اقتصادي ما بعد رأسمالي يظهر عندما لا يعود تراكم رأس المال عملية مستدامة بسبب انخفاض معدلات الربح للإنتاج (الحقيقي)، وتظهر الصراعات الاجتماعية الناشئة عن التناقضات بين مستوى التكنولوجيا والأتمتة مع شكل النظام الاجتماعي في الرأسمالية. في المجتمع الاشتراكي ينظم الإنتاج، بطريقة تلبي احتياجات البشر مباشرة، وفيها تملك الطبقة العاملة وسائل الإنتاج بشكل تعاوني أو بواسطة القطاع العام.

#### الشيوعية
الشيوعية تشير إلى حالة مستقبلية مفترضة فيها يتحقق الخير للجميع بواسطة الإدارة العلمية (ومن هنا جاء اسم "الاشتراكية العلمية") لتحصيل غايات اجتماعية تحدد بشكل ديموقراطي. يميز كارل ماركس بين «مرحلة الشيوعية الدنيا» و «مرحلة الشيوعية العليا»، وتسمى الأولى عادة بالاشتراكية.
يمكن رؤية إرهاصات للشيوعية الكمونات وغيرها من تجارب العيش الجماعي. على الشيوعية أن تكون مجتمع لاطبقي، تستبدل فيها إدارة الأمور إدارة الناس. لم توصف القوى المنتجة المحددة، ولكن يفترض أنها في متناول يد أي المجتمع الرأسمالي معاصر. على الرغم من اقتراب احتمال حدوث الشيوعية، بعض المنظرين الاقتصاديين قد افترضوا أن الشيوعية هي على بعد أكثر من ألف سنة حتى التنفيذ الكامل وهذا أيضا هو موقف معادي الشيوعية وأولئك الذين  يرون أ، الاشتراكية لن تتحقق أبدا، وأن الحالة الرأسمالية هي الغاية لسيرورة التطور التاريخي فتتوقف بعد التوصل إلى شكلها «الكامل والأبدي» أو أن كل مفهوم نمط الإنتاج هو مغالطة برمته. انجلز والعقيدة  الماركسية يعرفان ظهور الشيوعية بالسيرورة المقابلة «لتلاشي» الدولة القومية والنظام الطبقي الذي تدعمه.

## صياغة أنماط الإنتاج
في أي مجتمع أو بلد محدد، قد تظهر أنماط إنتاج مختلفة وتتواجد جنبا إلى جنب مع بعضها البعض، مرتبطة معا اقتصاديا من خلال التجارة والالتزامات المتبادلة. أنماط الإنتاج المختلفة تماثل الطبقات والشرائح الاجتماعية المختلفة في السكان. لذا، على سبيل المثال، قد تتعايش الصناعة الرأسمالية المدينية مع الإنتاج الفلاحي الريفي بهدف الكفاف والتبادل البسيط.
يمكن جمع أنماط الإنتاج القديمة والجديدة لتشكيل اقتصاد هجين.
بيد أن ماركس يرى أن التوسع الأسواق الرأسمالية تميل إلى حل واستبدال الطرق الإنتاج القديمة على مر الزمن. المجتمع الرأسمالي هو المجتمع الذي أصبح فيه نمط الإنتاج الرأسمالي مهيمنا. ثقافة، قوانين وأعراف ذلك المجتمع قد تحافظ مع ذلك لى العديد من التقاليد السابقة لأنماط الإنتاج السابقة.
وهكذا، على الرغم من أن بلدين قد يكونا رأسماليان، لكون اقتصاديهما يعتمد بالأساس على المشاريع الخاصة من أجل الربح والعمل المأجور، قد تختلف هاتان الرأسماليتان في الطابع الاجتماعي، مما يعكس الثقافات والأديان القواعد الاجتماعية المختلفة وتاريخها.
شارحا هذه الفكرة، وصف ليون تروتسكي التنمية الاقتصادية في العالم باعتبارها سيرورة تنمية غير متكافئة ومؤتلفة لمختلف المجتمعات وأنماط الإنتاج المتعايشة حيث تؤثر جميعا على بعضها البعض. وهذا يعني أن التغيرات التاريخية التي استغرق حدوثها قرونا في بلد ما قد تبتر، تختصر أو تتكثف في بلد آخر. وهكذا، على سبيل المثال، يلاحظ تروتسكي في الفصل الأول من كتابه تاريخ الثورة الروسية عام 1917 أن «وتتخلى الشعوب الهمجية عن القوس والسهام لتستخدم البندقية مباشرة دون أن تضطر إلى قطع المسافات التي فصلت من قبل بين هذين السلاحين. ولم يأخذ الأوروبيون الذين استعمروا أمريكا التاريخ منذ بدايته»، الخ. وهكذا يمكن جمع التقنيات والثقافات القديمة والجديدة في خلطات جديدة فريدة من نوعها لا يمكن فهمها دون تتبع تاريخ ظهورها.

## راجع أيضا
- نمط الإنتاج الرأسمالي
- أزمة (ماركسية)
- تقسيم العمل
- النظام الاقتصادي
- وسائل الإنتاج
- علاقات الإنتاج
- نمط الإنتاج الاشتراكي
- النظام الاجتماعي

## Further reading
- Perry Anderson, Passages from Antiquity to Feudalism
- Perry Anderson, Lineages of the Absolutist State
- G.E.M. De Ste Croix, The Class Struggle in the Ancient Greek World: From the Archaic Age to the Arab Conquests.
- Chris Harman, A People's History of the World
- Barry Hindess & Paul Q. Hirst, Pre-capitalist modes of production. London: Routledge, 1975.
- Lawrence Krader, The Asiatic Mode of Production; Sources, Development and Critique in the Writings of Karl Marx.
- Ernest Mandel, Marxist Economic Theory.
- Ellen Meiksins Wood, The Origin of Capitalism: A Longer View.
- George Novack, Understanding History: Marxist Essays
- Fritjof Tichelman, The Social Evolution of Indonesia: The Asiatic Mode of Production and its Legacy.
- W.M.J. van Binsbergen & P.L. Geschiere, ed., Old Modes of Production and Capitalist Encroachment.
- Charles Woolfson, The Labour Theory of Culture.
- Harold Wolpe, ed. The articulation of modes of production.
- Michael Perelman, Steal This Idea: Intellectual Property Rights and the Corporate Confiscation of Creativity.